# داء الديدان الطفيلية المنقولة بالتربة
داء الديدان الطفيلية المنقولة بالتربة هي نوع من عدوى الديدان الطفيلية التي تسببها أنواع مختلفة من الديدان المستديرة. وسببه على وجه التحديد الديدان التي تنتقل عن طريق التربة الملوثة بالبراز وبالتالي تسمى الديدان المنقولة بالتربة. يمكن تمييز ثلاثة أنواع من داء الديدان الطفيلية المنقولة بالتربة: داء الصفر، عدوى الدودة الشصية وعدوى الدودة السوطية. وبالتالي، فإن هذه الأنواع الثلاثة من العدوى تسببها الدودة المستديرة الكبيرة(الصَّفَرُ الخَراطينِيّ) ، والديدان الخطافية ا(الدودة الأمريكية الفتاكة) أو الأنكلستوما الاِثْناعَشَرِيَّة والديدان المسلكة الشعرية الذيل.
أصبح الأكثر شيوعا مرض طفيلي من البشر في جميع أنحاء العالم حيث يصاب به ما يقرب من مليار نسمة (حوالي ثلث سكان العالم) حسب آخر الإحصائيات، وأربعة مليارات شخص يواجهون خطر الإصابة به متجاوزا حتى أكثر الأمراض الطفيلية انتشارا وهي الملاريا. يوجدأكبر عدد من الحالات في المناطق الريفية الفقيرة من أفريقيا جنوب الصحراء الكبرى، أمريكا اللاتينية، جنوب شرق آسيا والصين. سببها الرئيسي مثل العديد من أنواع الديدان الطفيلية هو عدم وجود الصرف الصحي، مثل ممارسة التغوط في العراء قلة النظافة مثل غسل اليدين. وهو يعتبر واحدا من أهم أسباب الإعاقة الذهنية والجسدية.
يدعى هذا المرض بالديدان الحلوية لأن العدوى تنتقل عن طريق ابتلاع بيض الديدان الأسطوانية الموجود في التربة الملوثة بالبراز. لذلك هذا المرض هو الأكثر انتشارًا في المناخات الدافئة والرطبة حيث تكون المرافق الصحية والنظافة سيئة والمياه غير آمنة، بما في ذلك المناطق المعتدلة خلال الأشهر الأكثر دفئًا. يصنف مرض عدوى الديدان الطفيلية المنقولة بالتربة بين الأمراض المدارية المهملة لأنه يسبب إعاقة وآلام شديدة يمكن علاجها سريريًا ويمكن الوقاية منها نسبيًا (من خلال تحسين الصرف الصحي قبل كل شيء)، ومع ذلك فقد تم إيلاء اهتمام ضئيل لهذا الأمر لسنوات عديدة. أصبح الآن من بين الأمراض المستهدفة في إعلان لندن بشأن الأمراض المدارية المهملة (تم إطلاقه في 30 يناير 2012) ليتم السيطرة عليه / القضاء عليه بحلول عام 2020.
تتمثل استراتيجيات الوقاية والرقابة البسيطة اتاحة خدمات الصرف الصحي المحسنة، وتوعية الناس بشأن النظافة الشخصية والتثقيف الصحي.

## العلامات والأعراض
تصبح الأعراض واضحة فقط عندما تكون العدوى شديدة نسبيًا. وبالتالي فإن درجة النتائج السلبية مرتبطة مباشرة بكمية الديدان فالمزيد من الديدان تعني زيادة شدة المرض 
معظم حالات الإصابة بداء الديدان الطفيلية المنقولة بالتربة تحمل عبء دودي خفيفة وعادة لا تظهرلها أعراض واضحة. ومع ذلك تسبب الإصابات الشديدة مجموعة من المشكلات الصحية، بما في ذلك آلام في البطن والإسهال وفقدان الدم والبروتين، تدلي المستقيم، الإعاقة البدنية والذهنية. 
عادة ما يكون داء الصفر الحاد التهابا رئويا، حيث تغزو اليرقات الرئتين، مما ينتج عنه الحمى والسعال وضيق التنفس أثناء المرحلة المبكرة من الإصابة. 
تسبب عدوى الدودة الشصية تحسسا جلديا (التهاب الجلد)، زيادة في خلايا الدم البيضاء (الخلايا الحمضية)، تحسسا رئويا (التهاب رئوي)، طفحا جلديا (شرى). 
تعد انيميا نقص الحديد بسبب نزف الدم هو عرضا شائعا.

### سوء التغذية
غالبًا ما يرتبط داء الديدان الطفيلية المنقولة بالتربة بسوء التغذية عند الأطفال لأنه يؤدي إلى تفاقم وضعهم الغذائي بطرق متعددة.  يمكن للديدان أن تحفز النزيف المعوي، والمنافسة على المغذيات (سوء امتصاص المواد الغذائية)، وفقر الدم المتكرر والإسهال. كما يمكن أن يسبب داء الديدان الطفيلية المنقولة بالتربة فقدان الشهية.  يمكن أن يكون لهذه الآثار التغذوية الحادة لعدوى الديدان المعوية المنقولة بالتربة تأثير كبير على النمو العقلي والبدني للأطفال. لا تزال المجتمعات في البلدان الموبوءة تتعرض للقمع بسبب سوء التغذية والإعاقة الذهنية والضعف البدني نتيجة للالتهابات الشديدة. 

## أنواعها
الديدان المنقولة بالتربة هي في الأساس طفيليات معوية تحرر بيضها في التربة مع براز الأشخاص المصابين. يصبح داء الإسكارس وبيض الدودة الشصية معديًا عندما يتطور إلى يرقات في التربة. تحدث العدوى عندما يتم استهلاك الخضروات والفواكه الملوثة بسبب التربة الموبوءة ببيض الديدان، أو عندما توضع اليدين أو الأصابع ملوثة بالأوساخ التي تحمل البيض في الفم. من ناحية أخرى فإن بيض الدودة الشصية ليست معدية مباشرة. فهي تفقس في التربة، وتطلق يرقات متنقلة يمكنها اختراق الجلد وبالتالي يتم الحصول على العدوى عن طريق الاتصال العرضي مع التربة الملوثة. 

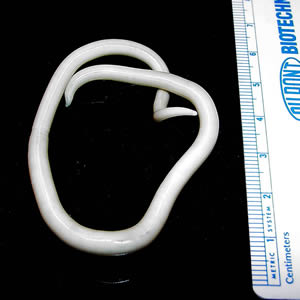
أنثى دودة الصَّفَرُ الخَراطينِيّ

ويتسبب داء الصفر داء الديدان الطفيلية المنقولة بالتربة من الدودة المستديرة الصَّفَرُ الخَراطينِيّ . تشير التقديرات إلى أنها أكثرعدوى الديدان المعوية المنقولة بالتربة انتشارًا وتصيب حوالي مليار شخص. يشكل الضحايا حوالي نصف السكان في المناطق المدارية وشبه المدارية. تكون معظم الحالات خفيفة وغالبا ما تظهر أعراض قليلة أو معدومة. ومع ذلك فإن الإصابات الشديدة تؤدي إلى الوهن وتسبب انسدادًا شديدًا في الأمعاء وضعف نمو لدى الأطفال. الأطفال الذين يعانون من سوء التغذية هم الأكثر إصابة بالعدوى والفئة العمرية التي يشيع بها المرض تتراوح أعمارهم بين 3 و 8 سنوات مع وفيات سنوية تبلغ حوالي 20.000. الأطفال أكثر عرضة للإصابة بسبب التعرض المتكرر لبيئة ملوثة أثناء اللعب مثلا، وتناول الخضار والفواكه النيئة، وشرب مياه الصرف الصحي. 

### داء الديدان الشصية

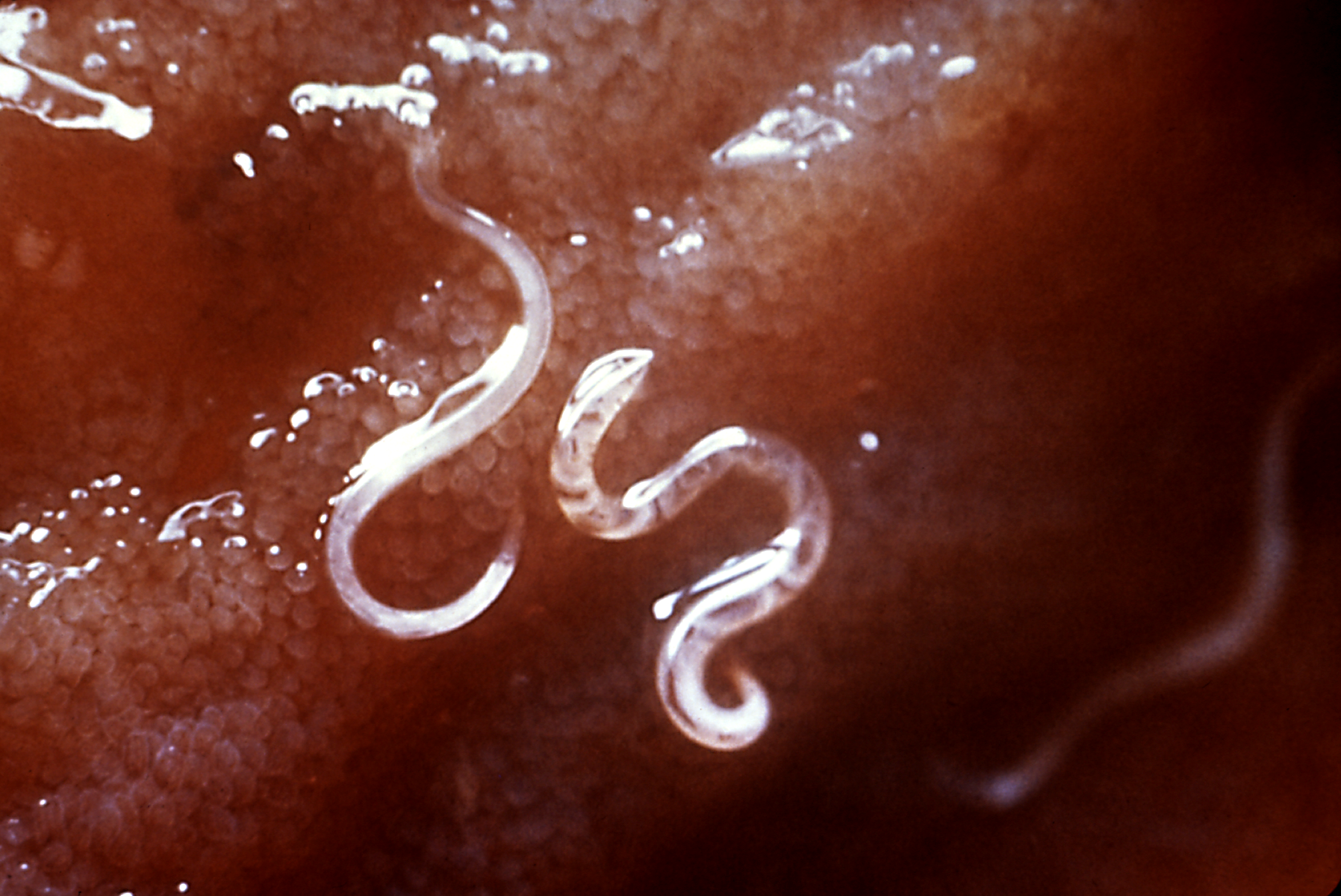
دودة الإ نسيلوستوما

ان عدوى الديدان الشصية سببه الدودة الشصية الأمريكية (الفتاكة الأمريكية) والشصية الأوروبية (الأنكلستوما الاثنا عشرية) وتنتج عن العدوى الطفيفة الإسهال وآلام في البطن بينما يمكن للعدوى الشديدة أن تسبب مشاكل صحية خطيرة للمواليد الجدد والأطفال والنساء الحوامل والبالغين الذين يعانون من سوء التغذية وفي الحقيقة انها السبب الرئيسي لفقر الدم ونقص البروتين في الدول النامية حيث يبلغ عدد المصابين 740 مليون انسان حسب الإحصائات. تعد الشصية الأمريكية أكثر الديدان الشصية شيوعًا، في حين أن الشصية الأوربية محدودة النطاق جغرافيا. إن الإصابة بعدوى داء الديدان الشصية الشديدة أكثر شيوعًا عند البالغين وخاصة النساء، على عكس غيرها من أنواع داء الديدان الطفيلية المنقولة بالتربة، والتي يكون فيها الأطفال في سن الدراسة هم الأكثر تضرراً ويقدر عدد النساء الحوامل المصابين بالعدوى بحوالي 44 مليون. ولهذا الداء آثار سلبية حادة على كل من الأم والرضيع، مثل الوزن المنخفض عند الولادة، وضعف إنتاج الحليب، وزيادة خطر الوفاة. 

### داء المسلكات

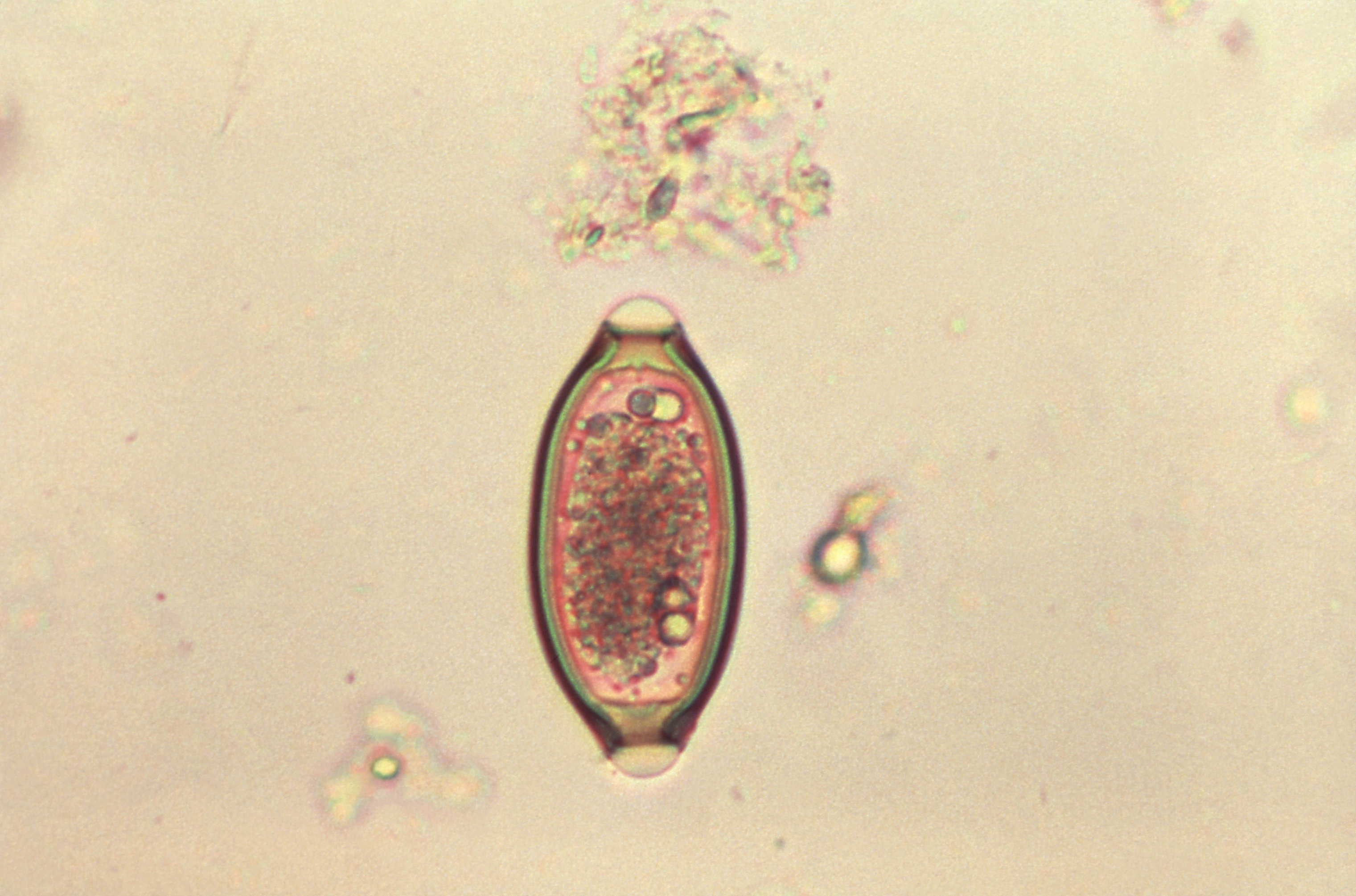
بيضة الدودة المسلكة شعربية الذيل

ا الدودة السوطية (المُسَلَّكَةُ الشَّعْرِيَّةُ الذَّيْل) هي ثالث أكثر أنواع الديدان الخيطية المسببة لداء الديدان الطفيلية المنقولة في التربة لدى البشر ووفقا للإحصاءات الحالية فإن هناك ما يقرب من 800 مليون شخص مصابون بالعدوى وأغلب الضحايا من الأطفال. يمكن أن تؤدي الالتهابات الحادة إلى أعراض حادة مثل الإسهال وفقر الدم، وأعراض مزمنة مثل تأخر النمو وضعف النمو المعرفي. غالباً ما تكون الحالات الطبية خطيرة نظرًا لأن الإصابة المشتركة بالطفيليات البدائية مثل الجيارديا والانتامويبا هيستوليتيكا ، وغيرها من الديدان الخيطية أمر شائع.  بالرغم من ان داء المسلكات غالبا ما يكون مرض استوائي في البلدان النامية، إلا انه شائع جدًا في الولايات المتحدة.

## التشخيص
يمكن تحديد الديدان الطفيلية بشكل عام من البراز للتشخيص المبدئي، ويتم فحص بيضها وتعدادها باستخدام المجهر باستخدام طريقة حساب عدد البيض في البراز. ومع ذلك هناك قيود معينة مثل عدم القدرة على تحديد العدوات المرافقة بالإضافة إلى أن هذه التقنية غير دقيقة وغير موثوق بها في الممارسة السريرية. هناك طريقة فعالة وجديدة لتحليل البيض هي تقنية كاتو كاتز. إنها طريقة دقيقة للغاية وسريعة لدود الصفر الخراطيني والدودة المسلكة الشعرية الذيل ولكنها ليست فعالة كثيرا بالنسبة للديدان الشصية والذي قد تكون بسبب التحلل السريع لبيوض الدودة الشصية الدقيقة.

## الوقاية
فيما يلي تدابير للوقاية والسيطرة على داء الديدان الطفيلية المنقولة بالتربة: 
- - توفير المياه النظيفة للاستخدامات الشخصية والمنزلية.
- - زيادة فرص توافر مرافق الصرف الصحي لجميع أفراد المجتمع التي تشمل استخدام المراحيض التي تعمل بشكل صحيح ونظيفة.
- - التثقيف بشأن النظافة الشخصية مثل اليد الغسيل وإعداد الطعام الصحي والآمن.
- - القضاء على استخدام البراز البشري غير المعالج كسماد. [1]

## العلاج
أوصت منظمات الصحة العالمية باستخدام ألبيندازول أو ميبيندازول للعلاج. 

### العلاج الجموعي بالعقاقير
تتمثل إحدى الإستراتيجيات للسيطرة على المرض في المناطق التي يشيع فيها في علاج مجموعات كاملة من الأشخاص بغض النظر عن الأعراض من خلال توزيع الأدوية على نطاق جماعي. وغالبًا ما يتم ذلك بين الأطفال في سن المدرسة ويُعرف باسم التخلص الجماعي من الديدان.   بينما يبدو اختبار ومعالجة الأطفال المصابين فعالا، لا توجد أدلة كافية لاستنتاج أن التخلص من الديدان بالنتظام يحسن التغذية، والهيموغلوبين، والحضور والأداء المدرسي حالة عدم وجود اختبار إيجابي.
لهذا الغرض، تعد أدوية البنزيميدازول عريضة الطيف مثل الميبيندازول والبيندازول هي الأدوية الفضلى التي أوصت بها منظمة الصحة العالمية. يتم إعطاء هذه الأدوية المضادة للديدان بجرعة واحدة آمنة وغير مكلفة نسبيًا وفعالة لعدة أشهر. يمكن إعطاء جرعة واحدة من الميبيندازول مرتين في اليوم لمدة ثلاثة أيام متتالية بينما يتم إعطاء ألبيندازول بجرعة واحدة. توصي منظمة الصحة العالمية بالعلاج السنوي في المناطق التي يتراوح عدد المصابين بها بين 20 و 50٪، وأخذ العلاج مرتين مرتين في السنة إذا كانت تزيد عن 50٪ ؛ وفي حالة انخفاض الخطورة (أي منتشرة بنسبة أقل من 20٪)، كل حالة على حدة.   بالإضافة إلى هذ فإن pyrantel pamoate أيضا فعال في علاج داء الصفر. ومع ذلك فقد أفيد أن ألبيندازول، ميبيندازول، بيرانتيل باموات ليست فعالة تماما ضد داء المسلكات مع جرعات فموية واحدة.

### العقاقير المستخدمة للمصابين بأمراض أخرى
في حالات العدوى المشتركة ندعو إلى الجمع بين العلاج بالإيفرمكتين وديثيل كاربامازين. ومع ذلك فإن العدوى المشتركة مع الملاريا وفيروس نقص المناعة البشرية لا تشتجيب بشكل جيد مع العلاجات المركبة الحالية خاصة عند النساء الإفريقيات. ويعد الموضوع أكثر اهمية بالنسبة لداء المسلكات حيث أن الأدوية الموصى بها فشلت في إعطاء نتائج إيجابية. قامت الصين باعتماد عقار تريبيديميدين الجديد للاستخدام البشري في 2004 وكان خاضعا للتجارب سريرية أظهرت أنه فعال للغاية ضد الأنفلونزا البشرية، داء الصفر (معدل شفاء أكثر من 90 ٪) وداء الديدان الشصية (معدل الشفاء أكثر من 82 ٪)؛ ولكن مع انخفاض معدل الشفاء من داء المسلكات (<37 ٪).

### التدخل الجراحي
في بعض الحالات الشديدة من داء الصفر يمكن أن تسبب أعداد ديدان الأسكاريس انسدادا معويا يتطلب جراحة طارئة.  قد يكون سبب انسداد كتلة متجمعة من الديدان أو إلى التواء في الأمعاء.  يمكن إزالة الديدان يدويًا أثناء الجراحة.

## الانتشار الوبائي

### المناطق
تنتشر العدوى على نطاق واسع في المناطق الاستوائية وشبه الاستوائية، مع وجود أكبر عدد في جنوب الصحراء الكبرى في أفريقيا والأمريكتين والصين وشرق آسيا. 

### إحصائيات العدوى
تقدر منظمة الصحة العالمية أن أكثر من 1.5 مليار شخص (24٪ من إجمالي السكان) يعانون من عدوى داء الديدان المنقولة بالتربة اذ يعيش أكثر من 270 مليون طفل في سن ما قبل المدرسة وأكثر من 600 مليون طفل في سن المدرسة في المناطق التي تنتقل فيها هذه الطفيليات بشكل مكثف، ويحتاجون إلى العلاج والتدخلات الوقائية. تشير أحدث التقديرات إلى أن أكثر من 880 مليون طفل بحاجة إلى علاج من إصابات داء الديدان الطفيلية المنقولة بالتربة.   
حسب نوع الدودة الطفيلية التقسيم كالتالي: 
- حوالي 807-1121 مليون مع الاسكاريس
- حوالي 576-740 مليون مع الدودة الشصية
- حوالي 604-795٬000٬000 مع السوطاء

### الوفيات
تشير أحدث الإحصاءات إلى أن إجمالي عدد الوفيات الذي يعزى مباشرة إلى هذا الداء يصل إلى 135,000.    من المرجح أن يكون عدد القتلى بسبب سوء التغذية أعلى من ذلك بكثير. 
1. 1 2 3 4 5 6 7 8  "Soil-transmitted helminth infections Fact sheet N°366". who.int. أبريل 2014. مؤرشف من الأصل في 2018-04-18. اطلع عليه بتاريخ 2014-10-18.
2. 1 2 3  WHO. Eliminating Soil-transmitted Helminthiasis as a Public Health Problem in Children: Progress Report 2001–2010 and Strategic Plan 2011–2020 (PDF). WHO Press, World Health Organization, Geneva, Switzerland. ص. 1–78. ISBN:978-92-4-150312-9. مؤرشف من الأصل (PDF) في 2015-04-26.
3. ↑  Ziegelbauer، Kathrin (2012). "Effect of sanitation on soil-transmitted helminth infection: Systematic review and meta-analysis". PLOS Medicine. ج. 9 ع. 1: e1001162. DOI:10.1371/journal.pmed.1001162. PMC:3265535. PMID:22291577.{{استشهاد بدورية محكمة}}:  صيانة الاستشهاد: دوي مجاني غير معلم (link)
4. ↑  Strunz، Eric C. (2014). "Water, Sanitation, Hygiene, and Soil-Transmitted Helminth Infection: A Systematic Review and Meta-Analysis". PLOS Medicine. ج. 11 ع. 3: e1001620. DOI:10.1371/journal.pmed.1001620. PMC:3965411. PMID:24667810.{{استشهاد بدورية محكمة}}:  صيانة الاستشهاد: دوي مجاني غير معلم (link)
5. 1 2 3 4 5  "Soil-transmitted helminth infections: ascariasis, trichuriasis, and hookworm". The Lancet. ج. 367 ع. 9521: 1521–1532. 2006. DOI:10.1016/S0140-6736(06)68653-4. PMID:16679166. مؤرشف من الأصل في 2018-07-26.
6. ↑  "Neglected Tropical Diseases". cdc.gov. 6 يونيو 2011. مؤرشف من الأصل في 2019-05-16. اطلع عليه بتاريخ 2014-11-28.
7. ↑  London Declaration (2012) (30 يناير 2012). "London Declaration on Neglected Tropical Diseases" (PDF). مؤرشف من الأصل (PDF) في 2012-10-31. اطلع عليه بتاريخ 2013-03-26.{{استشهاد ويب}}:  صيانة الاستشهاد: أسماء عددية: قائمة المؤلفين (link)
8. 1 2  WHO (2012). Helminth Control in School-age Children: a Guide for Managers of Control Programmes (PDF) (ط. 2). WHO Press, World Health Organization, Geneva, Switzerland. ص. 1–75. ISBN:978-92-4-154826-7. مؤرشف من الأصل (PDF) في 2014-09-05.
9. 1 2 3  "Determining soil-transmitted helminth infection status and physical fitness of school-aged children". Journal of Visualized Experiments. ج. 66 ع. 66: e3966. 2012. DOI:10.3791/3966. PMC:3486755. PMID:22951972.
10. ↑  "Soil-transmitted helminthiasis in the United States: a systematic review--1940-2010" (PDF). Am J Trop Med Hyg. ج. 85 ع. 4: 680–684. 2011. DOI:10.4269/ajtmh.2011.11-0214. PMC:3183777. PMID:21976572. مؤرشف من الأصل (PDF) في 2020-01-24.
11. ↑  "The promise and pitfalls of mass drug administration to control intestinal helminth infections". Curr Opin Infect Dis. ج. 25 ع. 5: 584–589. 2012. DOI:10.1097/QCO.0b013e328357e4cf. PMID:22903231. مؤرشف من الأصل في 2017-12-22.
12. ↑  "An in-depth analysis of a piece of shit: distribution of Schistosoma mansoni and hookworm eggs in human stool". PLoS Negl Trop Dis. ج. 6 ع. 12: e1969. 2012. DOI:10.1371/journal.pntd.0001969. PMC:3527364. PMID:23285307.{{استشهاد بدورية محكمة}}:  صيانة الاستشهاد: دوي مجاني غير معلم (link)
13. ↑  "Estimating the sensitivity and specificity of Kato-Katz stool examination technique for detection of hookworms, Ascaris lumbricoides and Trichuris trichiura infections in humans in the absence of a 'gold standard'". PLoS Negl Trop Dis. ج. 40 ع. 4: 399–404. 2010. DOI:10.1016/j.ijpara.2009.09.003. PMC:2829363. PMID:19772859.
14. ↑  Mascarini-Serra L (2011). "Prevention of soil-transmitted helminth infection". Journal of Global Infectious Diseases. ج. 3 ع. 2: 175–182. DOI:10.4103/0974-777X.81696. PMC:3125032. PMID:21731306.{{استشهاد بدورية محكمة}}:  صيانة الاستشهاد: دوي مجاني غير معلم (link)
15. ↑  WHO (2006). Preventive Chemotherapy in Human Helminthiasis : Coordinated Use of Anthelminthic Drugs in Control Interventions : a Manual for Health Professionals and Programme Managers (PDF). WHO Press, World Health Organization, Geneva, Switzerland. ص. 1–61. ISBN:978-9241547109. مؤرشف من الأصل (PDF) في 2015-02-26.
16. ↑  "Efficacy of current drugs against soil-transmitted helminth infections: systematic review and meta-analysis". JAMA. ج. 299 ع. 16: 1937–1948. 2008. DOI:10.1001/jama.299.16.1937. PMID:18430913.
17. ↑  "Malaria and helminthic co-infection among HIV-positive pregnant women: prevalence and effects of antiretroviral therapy". Acta Tropica. ج. 124 ع. 3: 179–184. 2012. DOI:10.1016/j.actatropica.2012.08.004. PMID:22940013.
18. ↑  Speich B, Ame SM, Ali SM, Alles R, Hattendorf J, Utzinger J, Albonico M, Keiser (2012). "Efficacy and safety of nitazoxanide, albendazole, and nitazoxanide-albendazole against Trichuris trichiura infection: a randomized controlled trial". PLoS Negl Trop Dis. ج. 6 ع. 6: e1685. DOI:10.1371/journal.pntd.0001685. PMC:3367984. PMID:22679525.{{استشهاد بدورية محكمة}}:  صيانة الاستشهاد: أسماء متعددة: قائمة المؤلفين (link) صيانة الاستشهاد: دوي مجاني غير معلم (link)
19. ↑  "Advances with the Chinese anthelminthic drug tribendimidine in clinical trials and laboratory investigations". Acta Tropica. ج. 126 ع. 2: 115–126. 2013. DOI:10.1016/j.actatropica.2013.01.009. PMID:23352956.
20. 1 2 3  Hefny، AF؛ Saadeldin، YA؛ Abu-Zidan، FM (مايو 2009). "Management algorithm for intestinal obstruction due to ascariasis: a case report and review of the literature". Ulusal Travma Ve Acil Cerrahi Dergisi = Turkish Journal of Trauma & Emergency Surgery : TJTES. ج. 15 ع. 3: 301–5. PMID:19562557.
21. 1 2  "A research agenda for helminth diseases of humans: the problem of helminthiases". PLoS Negl Trop Dis. ج. 6 ع. 4: e1582. 2012. DOI:10.1371/journal.pntd.0001582. PMC:3335854. PMID:22545164.{{استشهاد بدورية محكمة}}:  صيانة الاستشهاد: دوي مجاني غير معلم (link)
22. ↑  "Rescuing the bottom billion through control of neglected tropical diseases". The Lancet. ج. 373 ع. 9674: 1570–1575. 2009. DOI:10.1016/S0140-6736(09)60233-6. PMID:19410718.